# Livinské Opatovce
Livinské Opatovce (em húngaro: Apátlévna) é um município da Eslováquia, situado no distrito de Partizánske, na região de Trenčín. Tem 5,01 km² de área e sua população em 2018 foi estimada em 262 habitantes.

## Demografia
| Ano:        | 1994 | 2004   | 2014   | 2024    |
| ----------- | ---- | ------ | ------ | ------- |
| Broj ljudi: | 256  | 242    | 245    | 278     |
| Razlika:    |      | -5,46% | +1,23% | +13,46% |

| Ano:               | 2023 | 2024   |
| ------------------ | ---- | ------ |
| Número de pessoas: | 276  | 278    |
| Diferença:         |      | +0,72% |